# Torres del Río
Torres del Río és un municipi de Navarra, a la comarca d'Estella Occidental, dins la merindad d'Estella. Limita a l'oest amb Armañanzas, a l'est amb Sansol i El Busto, i al sud amb Lazagurría.

## Demografia
| Evolució demogràfica                                      | Evolució demogràfica | Evolució demogràfica | Evolució demogràfica | Evolució demogràfica | Evolució demogràfica | Evolució demogràfica | Evolució demogràfica | Evolució demogràfica | Evolució demogràfica | Evolució demogràfica |
| 1996                                                      | 1998                 | 1999                 | 2000                 | 2001                 | 2002                 | 2003                 | 2004                 | 2005                 | 2006                 | 2007                 |
| --------------------------------------------------------- | -------------------- | -------------------- | -------------------- | -------------------- | -------------------- | -------------------- | -------------------- | -------------------- | -------------------- | -------------------- |
| 198                                                       | 185                  | 185                  | 182                  | 180                  | 168                  | 165                  | 169                  | 171                  | 165                  | 158                  |
| Fonts: Torres del Río i Institut d'Estadística de Navarra |                      |                      |                      |                      |                      |                      |                      |                      |                      |                      |